# Прамаджоре
Прамаджо̀ре (на италиански: Pramaggiore; на венециански: Pramajor, Прамайор, на фриулски: Pramaiôr, Прамайор) е малко градче и община в Северна Италия, провинция Венеция, регион Венето. Разположено е на 11 m надморска височина. Населението на общината е 4683 души (към 2014 г.).